# 里尔商会
里尔商会（Chambre de commerce de Lille）是法国里尔的一座二十世纪建筑，位于剧院广场（place du Théâtre），建于1910年－1921年，新佛兰芒风格，建筑师Louis-Marie Cordonnier。

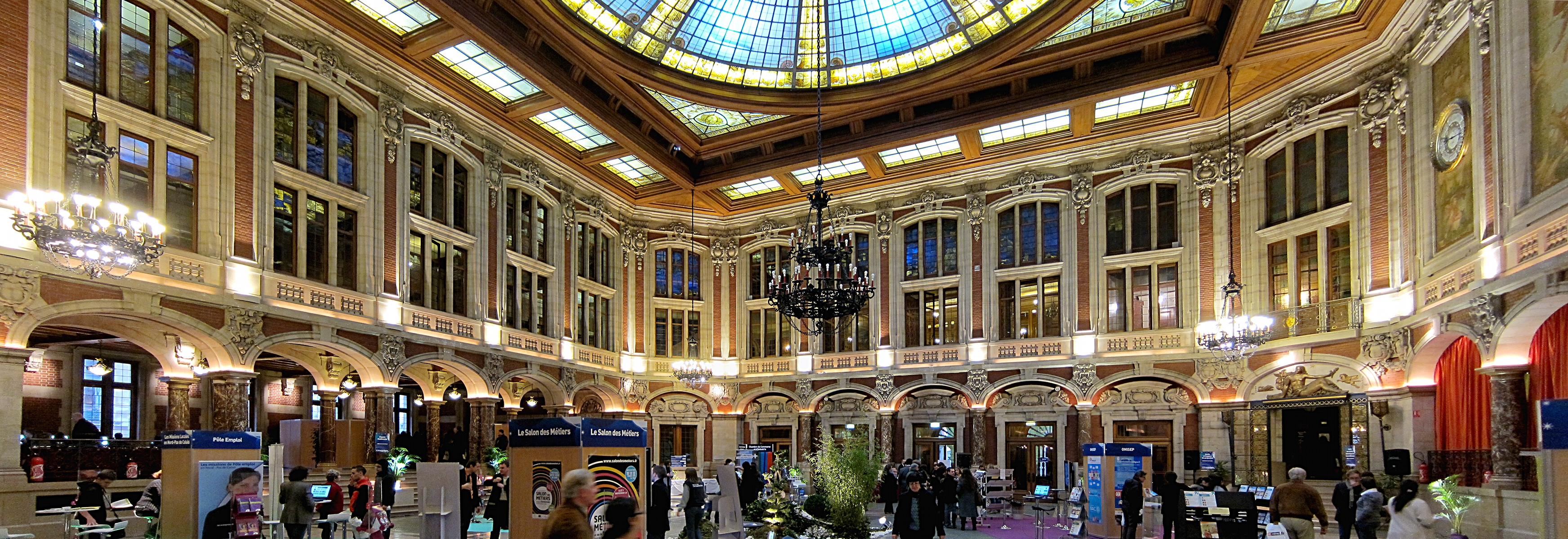

里尔商会的钟楼高达76米。